# Пригода Геннадій Сергійович
Пригода Геннадій Сергійович (2 травня 1965) — російський плавець.
Призер Олімпійських Ігор 1988, 1992 років.
Призер Чемпіонату світу з водних видів спорту 1986, 1991 років.
Чемпіон Європи з водних видів спорту 1987, 1991 років.